# Březí (Vysočina)
Březí (in tedesco Brzezy) è un comune ceco situato nel distretto di Žďár nad Sázavou, nella regione di Vysočina.